# Rüstəm Əhmədzadə
Rüstəm Aləm oğlu Əhmədzadə (in ucraino Рустам Аламович Ахмедзаде?, Rustam Alamovyč Achmedzade; Burtyn, 23 dicembre 2000) è un calciatore ucraino naturalizzato azero, attaccante del Sumqayıt e della nazionale azera.

## Caratteristiche tecniche
È un centravanti.

## Carriera

### Club
Cresciuto nelle giovanili del Kolos Kovalivka, nel 2020 viene ceduto in prestito al Mynaj con cui debutta fra i professionisti il 19 luglio in occasione del match di seconda divisione vinto 2-1 contro il Metalurh Zaporižžja.

### Nazionale
Il 2 giugno 2021 fa il suo debutto in nazionale azera nell'amichevole vinta 2-1 in casa della Bielorussia.

## Statistiche
Statistiche aggiornate al 29 maggio 2021.

### Presenze e reti nei club
| Stagione        | Squadra         | Campionato      | Campionato | Campionato | Coppe nazionali | Coppe nazionali | Coppe nazionali | Coppe continentali | Coppe continentali | Coppe continentali | Altre coppe | Altre coppe | Altre coppe | Totale | Totale | Totale |
| Stagione        | Squadra         | Comp            | Pres       | Reti       | Comp            | Pres            | Reti            | Comp               | Pres               | Reti               | Comp        | Pres        | Reti        | Pres   | Reti   |        |
| --------------- | --------------- | --------------- | ---------- | ---------- | --------------- | --------------- | --------------- | ------------------ | ------------------ | ------------------ | ----------- | ----------- | ----------- | ------ | ------ | ------ |
| 2019-2020       | Mynaj           | 1L              | 6          | 1          | CU              | 0               | 0               |                    | -                  | -                  |             | -           | -           | 6      | 1      |        |
| 2020-2021       | Mynaj           | PL              | 20         | 0          | CU              | 1               | 0               |                    | -                  | -                  |             | -           | -           | 21     | 0      |        |
| Totale carriera | Totale carriera | Totale carriera | 26         | 1          |                 | 1               | 0               |                    | -                  | -                  |             | -           | -           | 27     | 1      |        |

## Palmarès

### Club

#### Competizioni nazionali
- Campionato azero: 1

Qarabağ: 2021-2022